# (2815) Soma
(2815) Soma (1982 RL) – planetoida z pasa głównego asteroid okrążająca Słońce w ciągu 3,34 lat w średniej odległości 2,23 j.a. Odkryta 15 września 1982 roku.
Nazwa planetoidy pochodzi od kostki do trójwymiarowej gry matematycznej, wymyślonej przez pisarza duńskiego Pieta Heina.

## Księżyc planetoidy
Na podstawie obserwacji zmian jasności planetoidy 21 kwietnia 2011 roku ogłoszono odkrycie w jej towarzystwie naturalnego towarzysza. Księżyc ten ma szacunkową średnicę ok. 2,5 km. Obydwa składniki obiegają wspólny środek masy w czasie 17,915 godziny. Półoś wielka orbity księżyca to ok. 20 km.